# Johannes Laurentius van Antwerpen
Johannes Laurentius van Antwerpen ( Eindhoven, 29 januari 1735 - aldaar, 12 september 1810 ) is een voormalig burgemeester van Eindhoven.
Van Antwerpen werd geboren als zoon van Henricus van Antwerpen en Joanna Margaretha Landmeters. Hij trouwde te Eindhoven op 20 februari 1757 met Joanna Munië, dochter van Jacobus Munië en Henrica Laure, ook geboren te Eindhoven op 14 oktober 1754 en overleden in Eindhoven op 4 november 1773. 
In 1786 was hij lid van het Eindhovens Patriotistisch Genootschap 'de Vaderlandsche Sociëteit Concordia’, twee keer, in 1786-1787 en 1793-1794 burgemeester van Eindhoven en in 1795 raad. In die tijd had Eindhoven steeds twee burgemeesters, die voor een jaar werden benoemd.
Zijn zuster Gertrudis van Antwerpen was getrouwd met Hendrikus van Baar, die meer dan 25 jaar eerder burgemeester van Eindhoven was geweest dan van Antwerpen zelf. 